# Kenrickaster
Kenrickaster is een geslacht van zeesterren uit de familie Asteriidae.

## Soorten
- Kenrickaster pedicellaris A.M. Clark, 1962